# اورلاندو (فلوریدا)
اورلندو (به انگلیسی: Orlando) شهری در شهرستان اورنج ایالت فلوریدا است که در سال ۱۸۸۵ بنیان‌گذاری شده‌است. این شهر طبق سرشماری سال ۲۰۱۹ میلادی، ۲۸۷٬۴۴۲ نفر جمعیت داشته و مساحت آن نیز ۲۶۱٫۵ کیلومتر مربع است.

## جمعیت
ارلندو در فلوریدای مرکزی واقع شده‌است. شهر ارلندو مرکز کلان‌شهر ارلندو است. مطابق با سرشماری ۲۰۱۰ آمریکا، این شهر دارای ۲۳۸۳۰۰ نفر جمعیت است که آن را در زمره ۷۷ شهر بزرگ آمریکا و ۵ شهر بزرگ فلوریدا قرار داده‌است. همچنین کلان‌شهر ارلندو با ۲۱۳۴۴۱۱ نفر جمعیت ۲۶ مین کلان‌شهر آمریکا و ششمین کلان‌شهر جنوب شرق آمریکا و سومین کلان‌شهر فلوریدا است.

## القاب
لقب این ارلند «زیبا شهر» و سمبل این شهر فواره‌ای در دریاچه الو ("Eola") است. همچنین این شهر ب عنوان «پایتخت پارک‌های دنیا» شناخته می‌شود.

## گردشگری
این شهر میزبان بیش از ۵۱ میلیون توریست در سال است که سه میلیون شش صد هزار نفر آن توریست‌های خارجی (غیر آمریکایی) است. فرودگاه بین‌المللی ارلندو بیست و نهمین فرودگاه شلوغ دنیا و سیزدهمین فرودگاه شلوغ آمریکا است.
ارلندو یکی از مشهورترین مقاصد توریستی است. ارلندو پر بازدیدترین شهر آمریکا در سال ۲۰۰۹ بود. این شهر یکی از شلوغ‌ترین شهرهای آمریکا در زمینه برگزاری کنفرانس و جشنواره‌ها است. ستون فقرات صنعت گردشگری ارلنده موارد زیر کی باشد
- والت دیزنی در ۳۴ کیلومتری جنوب غرب ارلند کنار دریاچهٔ بونا وبیتا ("Buena Vista") افتتاح شده در سال ۱۹۷۱
- میعادگاه جهانی ارلندو که شامل هنرکده‌های عمومی فلوریدا و جزایر ماجراجویی
- شهر پیاده‌روی
- سی ورلد
- سرزمین تمساح‌ها
- پارک آبی

ارلندو همانند شهرهای واقع در کمربند آفتاب در طی سال‌های ۱۹۸۰ تا ده اول قرن بیست و یک به سرعت رشد کرد. دانشگاه فلوریدای مرکزی در ارلندو قرار دارد که دومین دانشگاه بزرگ آمریکا در سال ۲۰۱۲ بود. طبق آمار مرکز تحقیقات پیو، ارلندو چهارمین شهر آمریکا بود که مردم تمایل داشتند در آن زندگی کنند.
تیم اورلندو مجیک از این شهر است.

## مراکز علمی-فرهنگی
- دانشگاه فلوریدای مرکزی

## مراکز گردشگری
- پادشاهی جانوران دیزنی